# Кубок Первого канала 2020
Кубок Первого канала 2020 — второй из четырёх этапов Еврохоккейтура. На турнире выступали 4 команды: Россия, Финляндия, Швеция, Чехия. Турнир проходил в России с 17 по 20 декабря 2020 года.

## Турнирная таблица
| М | Сборная   | И | В | ВО | ВБ | П | ПО | ПБ | ШЗ | ШП | РШ | О |
| - | --------- | - | - | -- | -- | - | -- | -- | -- | -- | -- | - |
| 1 | Россия    | 3 | 2 | 0  | 1  | 0 | 0  | 0  | 13 | 5  | 8  | 8 |
| 2 | Швеция    | 3 | 1 | 0  | 0  | 1 | 0  | 1  | 8  | 9  | -1 | 4 |
| 3 | Финляндия | 3 | 1 | 0  | 0  | 2 | 0  | 0  | 6  | 12 | -6 | 3 |
| 4 | Чехия     | 3 | 1 | 0  | 0  | 2 | 0  | 0  | 8  | 9  | -1 | 3 |

Пояснение: М — место, И — игры, В — выиграно, ВО — выиграно в овертайме, ВБ — выиграно по буллитам, П — проиграно, ПО — проиграно в овертайме, ПБ — проиграно по буллитам, ШЗ — шайб забито, ШП — шайб пропущено, РШ — разница шайб, О — очки.

## Матчи турнира
| 17 декабря 2020 14:30 | Финляндия | 4:3 (2:1, 2:2, 0:0) | Чехия | ЦСКА Арена, Москва Зрителей: матч прошёл без |

| Отчёт | Отчёт                       | Отчёт | Отчёт                      | Отчёт                                               |
| --- | --------------------------- | --- | -------------------------- | --------------------------------------------------- |
| |                             | |                            |                                                     |
| | Юхо Олкинуора - 00:00-60:00 | Вратари | 00:00-58:49 - Доминик Фурх | Судьи: Юрий Оскирко (Россия) Сергей Юдаков (Россия) |
| | Голы:                       | |                            | Судьи: Юрий Оскирко (Россия) Сергей Юдаков (Россия) |
| Тони Сунд (Нико Оямяки, Артту Иломяки) - 03:16 Микаэль Руохомаа (Нико Оямяки, Ере Карьялайнен) (бол.) - 17:45 Ере Карьялайнен (Юлиус Юнттила, Петтери Линдбом) - 22:05 Отсо Рантакари (Юлиус Няттинен, Оливер Каски) (бол.) - 33:44 | 1:0 1:1 2:1 3:1 3:2 4:2 4:3 | Лукаш Яшек (Доминик Машин, Радан Ленц) - 12:10 Доминик Лакатош (Якуб Зборжил) - 22:21 Дмитрий Яшкин (Андрей Нестрашил, Лукаш Яшек) (5х3) - 34:46 |                            | Судьи: Юрий Оскирко (Россия) Сергей Юдаков (Россия) |
| |                             | |                            | Судьи: Юрий Оскирко (Россия) Сергей Юдаков (Россия) |
| |                             | |                            | Судьи: Юрий Оскирко (Россия) Сергей Юдаков (Россия) |
| |                             | |                            | Судьи: Юрий Оскирко (Россия) Сергей Юдаков (Россия) |
| 12 мин | Штраф                       | 8 мин |                            | Судьи: Юрий Оскирко (Россия) Сергей Юдаков (Россия) |
| |                             | |                            |                                                     |
| | 30                          | Броски | 23                         |                                                     |

| 17 декабря 2020 19:30 | Швеция | 3:4 (Б) (1:0, 0:1, 2:2, 0:0, 0:1) | Россия | ЦСКА Арена, Москва Зрителей: 3019 |

| Отчёт | Отчёт                                                                                       | Отчёт | Отчёт                                                  | Отчёт                                                  |
| --- | ------------------------------------------------------------------------------------------- | --- | ------------------------------------------------------ | ------------------------------------------------------ |
| |                                                                                             | |                                                        |                                                        |
| | Магнус Хелльберг - 00:00-02:06 Андерс Линдбек - 02:06-02:54 Магнус Хелльберг - 02:54-65:00) | Вратари | 00:00-65:00 - Александр Самонов 65:00- - Артур Ахтямов | Судьи: Роман Гофман (Россия) Евгений Ромасько (Россия) |
| | Голы:                                                                                       | |                                                        | Судьи: Роман Гофман (Россия) Евгений Ромасько (Россия) |
| Понтус Оберг (Деннис Расмуссен, Клас Дальбек) - 24:12 Эмиль Петтерссон (Марио Кемпе, Понтус Оберг) - 46:36 Эмиль Ларссон (Оскар Фантенберг) - 55:33 | 1:0 1:1 2:1 2:2 2:3 :3 3:4                                                                  | Андрей Кузьменко (Егор Яковлев, Иван Морозов) - 34:10 Никита Сошников (Вадим Шипачёв, Егор Яковлев) - 49:17 Вадим Шипачёв (Иван Морозов, Андрей Чибисов) (бол.) - 50:44 Андрей Кузьменко (по буллитам) - 65:00 |                                                        | Судьи: Роман Гофман (Россия) Евгений Ромасько (Россия) |
| |                                                                                             | |                                                        | Судьи: Роман Гофман (Россия) Евгений Ромасько (Россия) |
| |                                                                                             | |                                                        | Судьи: Роман Гофман (Россия) Евгений Ромасько (Россия) |
| |                                                                                             | |                                                        | Судьи: Роман Гофман (Россия) Евгений Ромасько (Россия) |
| 8 мин | Штраф                                                                                       | 8 мин |                                                        | Судьи: Роман Гофман (Россия) Евгений Ромасько (Россия) |
| |                                                                                             | |                                                        |                                                        |
| | 21                                                                                          | Броски | 32                                                     |                                                        |

| 19 декабря 2020 11:00 | Финляндия | 1:4 (0:0, 0:2, 1:2) | Швеция | ЦСКА Арена, Москва Зрителей: матч прошёл без |

| Отчёт                                                     | Отчёт                                                                         | Отчёт | Отчёт                        | Отчёт                                                |
| --------------------------------------------------------- | ----------------------------------------------------------------------------- | --- | ---------------------------- | ---------------------------------------------------- |
|                                                           |                                                                               | |                              |                                                      |
|                                                           | Янне Ювонен - 00:00-55:35 Янне Ювонен - 56:28-57:53 Янне Ювонен - 59:28-60:00 | Вратари | 00:00-60:00 - Андерс Линдбек | Судьи: Роман Гофман (Россия) Сергей Морозов (Россия) |
|                                                           | Голы:                                                                         | |                              | Судьи: Роман Гофман (Россия) Сергей Морозов (Россия) |
| Теэму Турунен (Харри Песонен, Оливер Каски) (6x4) - 56:28 | 0:1 0:2 0:3 1:3 1:4                                                           | Оскар Линдберг (Эмиль Петтерссон, Марио Кемпе) (бол.) - 29:31 Оскар Линдберг (Понтус Оберг, Филип Хольм) - 37:27 Йеспер Фрёден (Андреас Вингерли, Йонатан Берггрен) - 47:34 Марио Кемпе (Деннис Расмуссен) (пустые ворота) - 59:28 |                              | Судьи: Роман Гофман (Россия) Сергей Морозов (Россия) |
|                                                           |                                                                               | |                              | Судьи: Роман Гофман (Россия) Сергей Морозов (Россия) |
|                                                           |                                                                               | |                              | Судьи: Роман Гофман (Россия) Сергей Морозов (Россия) |
|                                                           |                                                                               | |                              | Судьи: Роман Гофман (Россия) Сергей Морозов (Россия) |
| 4 мин                                                     | Штраф                                                                         | 12 мин |                              | Судьи: Роман Гофман (Россия) Сергей Морозов (Россия) |
|                                                           |                                                                               | |                              |                                                      |
|                                                           | 21                                                                            | Броски | 21                           |                                                      |

| 19 декабря 2020 15:30 | Россия | 4:1 (2:1, 0:0, 2:0) | Чехия | ЦСКА Арена, Москва |

| Отчёт | Отчёт                           | Отчёт                                              | Отчёт                                             | Отчёт                                                  |
| --- | ------------------------------- | -------------------------------------------------- | ------------------------------------------------- | ------------------------------------------------------ |
| |                                 |                                                    |                                                   |                                                        |
| | Александр Самонов - 00:00-60:00 | Вратари                                            | 00:00-56:32 - Роман Вилл 57:08-60:00 - Роман Вилл | Судьи: Денис Наумов (Россия) Евгений Ромасько (Россия) |
| | Голы:                           |                                                    |                                                   | Судьи: Денис Наумов (Россия) Евгений Ромасько (Россия) |
| Антон Бурдасов (Дмитрий Саморуков, Игорь Ожиганов) - 06:54 Андрей Кузьменко (Иван Морозов) - 09:44 Максим Мамин (Алексей Марченко, Андрей Чибисов) - 40:50 Максим Мамин (пустые ворота) - 57:08 | 1:0 2:0 2:1 3:1 4:1             | Лукаш Седлак (Радан Ленц, Давид Скленичка) - 15:11 |                                                   | Судьи: Денис Наумов (Россия) Евгений Ромасько (Россия) |
| |                                 |                                                    |                                                   | Судьи: Денис Наумов (Россия) Евгений Ромасько (Россия) |
| |                                 |                                                    |                                                   | Судьи: Денис Наумов (Россия) Евгений Ромасько (Россия) |
| |                                 |                                                    |                                                   | Судьи: Денис Наумов (Россия) Евгений Ромасько (Россия) |
| 8 мин | Штраф                           | 22 мин                                             |                                                   | Судьи: Денис Наумов (Россия) Евгений Ромасько (Россия) |
| |                                 |                                                    |                                                   |                                                        |
| | 23                              | Броски                                             | 34                                                |                                                        |

| 20 декабря 2020 11:00 | Чехия | 4:1 | Швеция | ЦСКА Арена, Москва |

| Отчёт | Отчёт | Отчёт | Отчёт | Отчёт |
| ----- | ----- | ----- | ----- | ----- |
|       |       |       |       |       |
|       |       |       |       |       |
|       |       |       |       |       |
|       |       |       |       |       |
|       |       |       |       |       |
|       |       |       |       |       |
|       |       |       |       |       |
|       |       |       |       |       |
|       |       |       |       |       |

| 20 декабря 2020 5:1 | Россия | 5:1 | Финляндия | ЦСКА Арена, Москва |

| Отчёт | Отчёт | Отчёт | Отчёт | Отчёт |
| ----- | ----- | ----- | ----- | ----- |
|       |       |       |       |       |
|       |       |       |       |       |
|       |       |       |       |       |
|       |       |       |       |       |
|       |       |       |       |       |
|       |       |       |       |       |
|       |       |       |       |       |
|       |       |       |       |       |
|       |       |       |       |       |